# Vera da pozzo
La vera di un pozzo, detta anche puteale o ghiera, è la balaustra di protezione chiusa attorno al foro di un pozzo. Viene realizzata per impedire, prima di tutto, che qualcuno possa cadere accidentalmente nel pozzo, e poi per comodità di uso del pozzo stesso, potendo costituire un comodo appoggio quando vi si cala un secchio, con o senza l'ausilio di una carrucola.
Spesso, nell'accezione popolare, si tende a confondere la "vera" con il pozzo vero e proprio, così com'è abbastanza comune confondere il pozzo con la cisterna che fa da serbatoio per le acque piovane.
Col tempo e con l'evolversi del gusto architettonico, la "vera" è divenuta un elemento decorativo indispensabile che impreziosisce e costituisce in molti casi il fulcro dell'impostazione architettonica di cortili, piazze, chiostri, di castelli e palazzi nobiliari così come di abitazioni popolari, sia in città importanti che in centri sperduti.

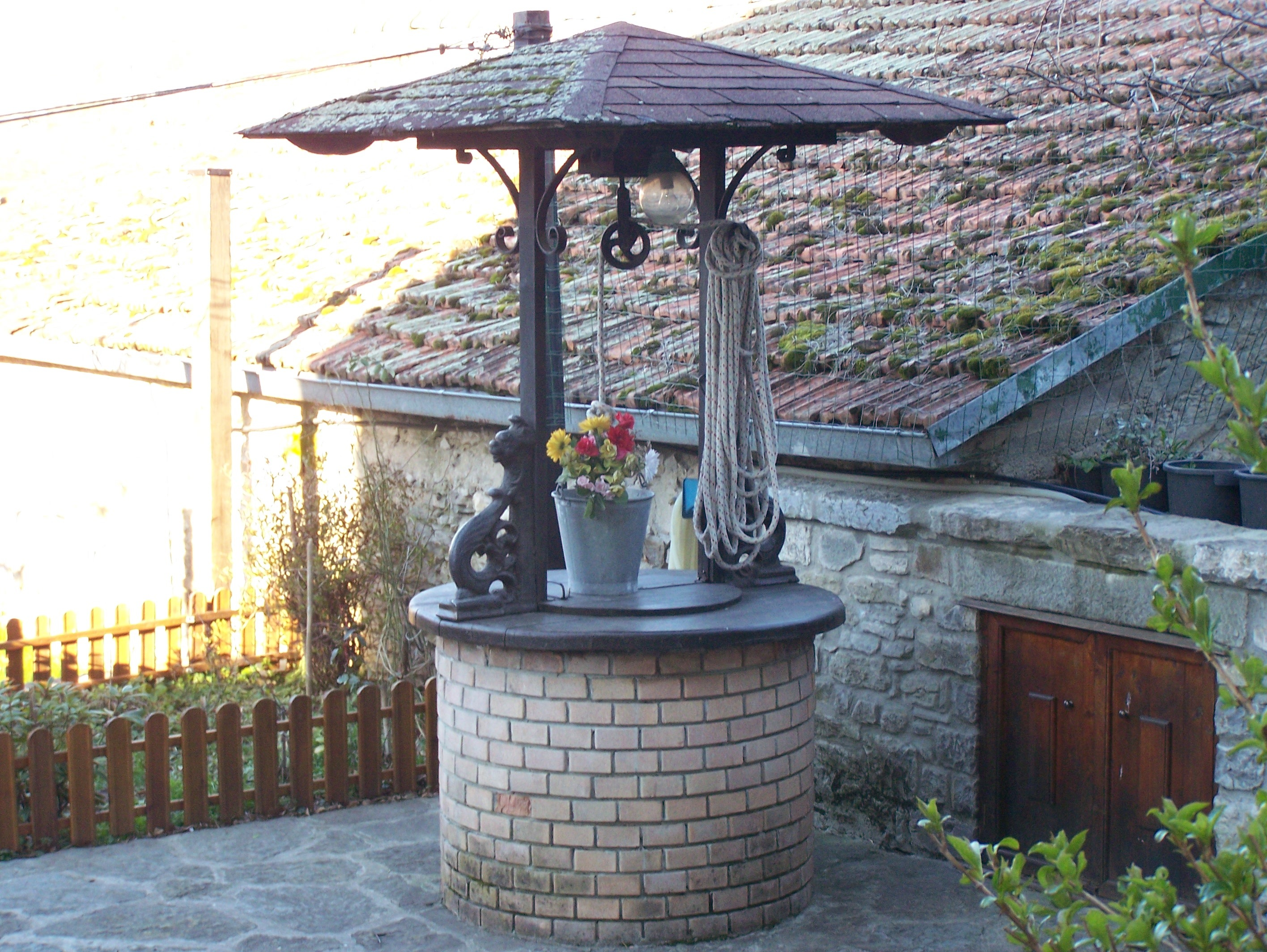
Un pozzo con "vera" in mattoni grezzi, dotato di carrucola e copertura funzionale e decorativa
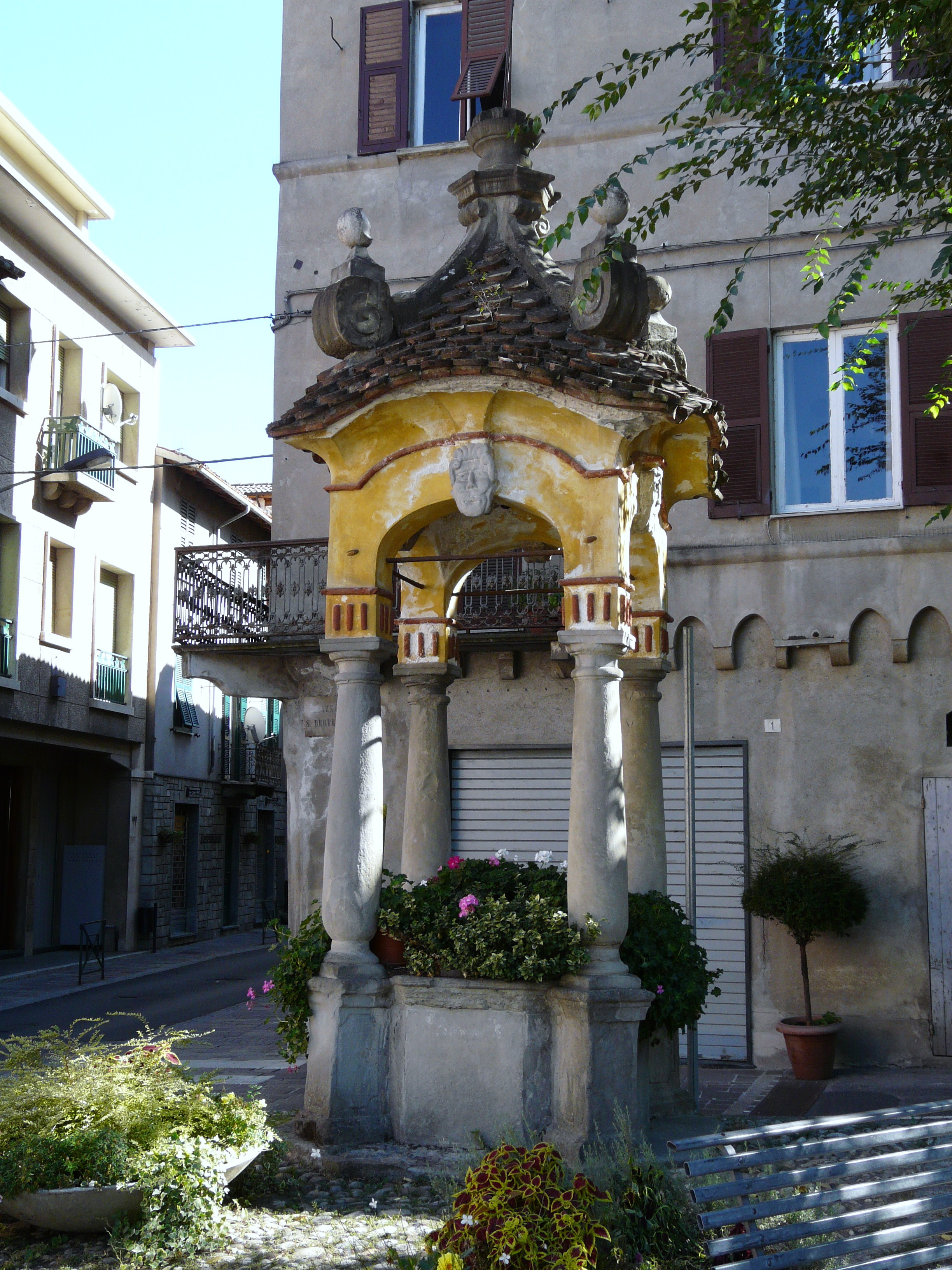
Elaborata vera di pozzo barocco, non più in uso (Arquata Scrivia)
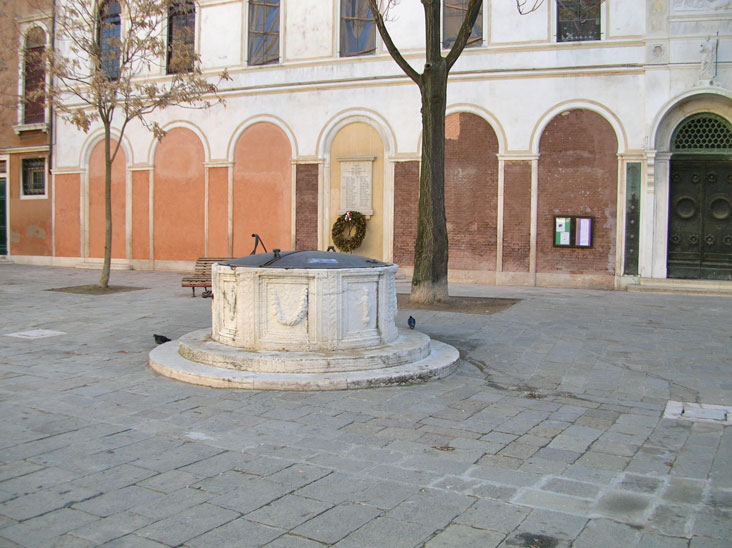
Un tipico pozzo veneziano